# Cima delle Scalette
La Cima delle Scalette è un rilievo dell'Appennino Ligure posto nella zona dell'Oltrepò Pavese alto 1173 m., nel comune di Brallo di Pregola. Costituisce lo spartiacque tra la valle del Carlone in Provincia di Piacenza e la valle del torrente Avagnone in provincia di Pavia, entrambe tributarie della val Trebbia. La cima appartiene alla provincia di Pavia.
Dalle sue pendici nasce il torrente Carlone che forma delle cascate e un laghetto di acque termali prima di gettarsi nelle acque della Trebbia.

## Flora
Ospita sulle sue pendici boschi misti, faggete e sulla cima una pineta. La folta vegetazione impedisce di godere di panorami anche dalla sua cima.

## Il sentiero dei Lupi
Si può raggiungere la cima dal passo del Brallo attraverso il monte Lago e la fontana dei Ramari oppure dalla valle del Carlone con il Sentiero dei lupi, con segnavia bianco-azzurro.